# Sabrina Harbec
Sabrina Harbec (née le 20 mars 1985 à Greenfield Park dans la province de Québec au Canada) est une joueuse canadienne de hockey sur glace qui a joué niveau professionnel aux États-Unis et au Canada de 2002 à 2013. Détenant des diplômes en mathématique et en économie de l'Université St. Lawrence (New York State) et une maîtrise en administration des affaires de l'Université de Sherbooke, elle poursuit maintenant une carrière professionnelle comme directrice chez Hydro-Québec à Montréal.

## Carrière en club
Elle commence à jouer au hockey dès l'âge de cinq ans encouragée par son père et ses deux frères, également hockeyeurs.

### NCAA
Au niveau universitaire, elle évolue pour les Skating Saints de St. Lawrence  pendant 4 saisons. Elle détient le plus grand nombre de points de tous les temps pour une joueuse de hockey des Skating Saints (219 points). En 2006, elle est nommée la joueuse de l'année ECAC et est une des trois finalistes pour le trophée Patty Kazmaier. Elle est élue dans la première équipe d'étoiles de la conférence ECAC Hockey durant 3 saisons consécutives.
| Saison NCAA | PJ | B  | A  | Pts | BAN | BDN |
| ----------- | -- | -- | -- | --- | --- | --- |
| 2004-05     | 37 | 16 | 20 | 36  | 3   | 1   |
| 2005-06     | 36 | 25 | 36 | 61  | 9   | 2   |
| 2006-07     | 38 | 26 | 44 | 70  | 4   | 3   |
| 2007-08     | 37 | 18 | 34 | 52  | 6   | 2   |

### LCHF
En 2007-08, elle se joint aux Stars de Montréal dans la Ligue canadienne de hockey féminin (LCHF). Elle participe à cinq conquêtes du championnat de ligue et à trois conquêtes de la Coupe Clarkson (2008-09), (2010-11). Elle domine la classement des marqueuses de la LCHF lors de la saison 2009-2010 avec 15 buts et 39 mentions d'aide en 29 matchs. Lors de la Coupe Clarkson 2009, Harbec marque le but gagnant dans le deuxième match de la série de deux matchs contre les Whitecaps du Minnesota donnant aux Stars leur premier triomphe du hockey féminin nord-américain. Cette performance l'a fait élire joueuse la plus utile à son équipe, meilleure attaquante de la ligue et membre de la première équipe d'étoiles de la LCHF.
Elle termine la saison 2010-11 parmi les 10 meilleures marqueuses du circuit. À la fin de la saison, elle est devenue la cinquième joueuse de la LCHF à briser la barrière de 100 points en carrière. Dans le match de la finale de la Coupe Clarkson 2011, Harbec marque un but spectaculaire. Elle reçoit une passe de la défenseur Annie Guay pour ensuite déjouer seule la gardienne de Toronto, Sami Jo Small dans le coin supérieur du filet. Les Stars de Montréal remportent la Coupe Clarkson pour une seconde fois dans leur histoire,.
Lors de la saison 2011-12, elle marque 8 buts et récolte 16  mentions d'assistance pour un total de 24 points en 17 matchs, terminant ainsi au 16e rang du classement des compteuses de la ligue. Lors de la Coupe Clarkson 2012, Harbec contribue a la conquête de la Coupe par les Stars avec un but lors du match d'ouverture du tournoi
Sabrina Harbec porte le numéro 96 avec les Stars de Montréal en hommage aux Wayne Gretzky et Mario Lemieux.

## Carrière au niveau international
De 2004 à 2006, Harbec est membre de l'équipe nationale du Canada des moins de 22 ans avec laquelle elle remporte trois médailles d'Or. En 2007-08, elle s'entraîne avec l'équipe nationale sénior du Canada et participe au tournoi Hockey Canada Fall Festival de 2007. Malheureusement en préparation pour les Jeux olympiques de Vancouver, elle est retranchée de l'équipe nationale canadienne. Harbec en parle comme un rêve qui s’éteint,.

## Honneurs et distinctions individuelles
- Connue des supporteurs de hockey comme l'une des compétitrices de La Série Montréal-Québec 2010 télévisée sur TVA[15],[16]	.
- Triple championne de la Coupe Clarkson (2009,2011 et 2012)
- 5 championnats consécutifs de saison réruliere dans la LCHF (2007-08, 2008-09, 2009-10, 2010-11, 2011-12)
- Lauréat du Trophée Angela James pour la saison 2008-09.
- Élue sur l'équipe d'étoiles ECAC All-Tournament team de 2007[17]
- Élue dans la première équipe d'étoiles All-America 2006[18], 2007 et 2008[19]
- Finaliste en 2006 et en 2008 pour le trophée Patty Kazmaier[20].

## Entraîneur
En 2010, Harbec devient assistante-entraineur pour l'équipe de hockey féminin de l'Université Syracuse. Elle y terminera sa formation en mathématique et économie.